# Creve Coeur Township
Creve Coeur Township est un ancien township, situé dans le comté de  Saint-Louis, dans le Missouri, aux États-Unis,.
Le township est baptisé en référence à la ville de Creve Coeur, elle-même baptisée en référence au Fort Crèvecœur.

### Source de la traduction
- (en) Cet article est partiellement ou en totalité issu de l’article de Wikipédia en anglais intitulé « Creve Coeur Township, St. Louis County, Missouri » (voir la liste des auteurs).